# 东大街 (郑州)
东大街是中华人民共和国河南省郑州市一条东西走向的道路，西起管城街、南大街十字路口，向西接西大街，东至城东路（寅宾门），向东接郑汴路，全长约1370米，为郑州老城的重要街道。

## 历史
东大街始建于唐代。唐武德四年（621年）复置管州，重修管城县城池，在城东辟寅宾门，通往中牟和开封，后城门内逐渐形成街道，为东大街的前身。明嘉靖时期的《郑州志·街巷》将此街录为“敏德街”。1927年冯玉祥主政河南时期，东大街改名为“中山东街”，文化大革命时期曾改名“解放东路”，1978年恢复东大街原名。
东大街历史上居民以生活水平低下的平民居多，郑州民间曾有“穷东街，富西街”一说。东大街从西到东曾经为慢坡，其中有一条一丈多深的沟壑，东段则是洼地，每逢雨季积水可达一尺多深。尤其是文庙后侧，常年积水，甚至可以行舟。1901年11月初，外逃西安的慈禧太后和光绪帝返京途径郑州，因东大街为必经之地，时任知州李元祯为迎銮驾，号召市民修路并铺上黄土，才使得该路基本平坦。1932年，郑州商会和士绅为筹办“郑县药材骡马大会”，报请政府修路，深沟被填平，自此东大街才得以畅通。1954年，东大街建成柏油马路。2000年，郑州市政府对东大街与西大街进行改造，东大街道路拓宽至35米，形成现时的风貌。

## 主要交汇道路
由西向东排列，粗体字为主干道：
- 管城街、南大街
- 北大街
- 紫荆山路
- 向阳街
- 职工路
- 城东路

## 沿路主要建筑和地点
以下按由西向东的顺序排列：
- 魏巍故里
- 福华大厦
- 小浪底宾馆
- 裕鸿花园
- 紫燕华庭
- 郑州邮政大厦
- 管城回族区税务局
- 郑州市第一人民医院
- 郑州文庙
- 郑州商都遗址公园

## 公共交通
| 郑州地铁 - 2号线：东大街站 - 3号线：东大街站、郑州文庙站 郑州公交 \| 途径公交线路一览 \| 途径公交线路一览 \| 途径公交线路一览 \| 途径公交线路一览 \| 途径公交线路一览 \| \| 编号 \| 路线 \| 路线 \| 路线 \| 备注 \| \| ---------------- \| ---------------------- \| ---------------------- \| ---------------------- \| ---------------------- \| \| 35 \| 已于2023年11月2日停办 \| 已于2023年11月2日停办 \| 已于2023年11月2日停办 \| 已于2023年11月2日停办 \| \| 60 \| 赵坡新村 \| ⇆ \| 郑州东站 \| \| \| G78 \| 森林湖公交站 \| ⇆ \| 航海路中州大道 \| \| \| 89 \| 南四环中州大道 \| ⇆ \| 民主路北京华联 \| \| \| 93 \| 已于2023年10月26日停办 \| 已于2023年10月26日停办 \| 已于2023年10月26日停办 \| 已于2023年10月26日停办 \| \| 985 \| 华丰家居建材城 \| ⇆ \| 商都路中州大道 \| 原85路大站快车 \| \| S218 \| 金祥路公交站 \| ⇆ \| 东四环郑尚线 \| 原游51路 \| \| Y5 \| 郑州东站 \| ⇆ \| 火车站北港湾 \| 夜间服务 \| \| Y12 \| 经开第八大街公交站 \| ⇆ \| 火车站北港湾 \| 夜间服务 \| |                        |                        |                        |                        |
| 途径公交线路一览 |                        |                        |                        |                        |
| 编号 | 路线                   | 路线                   | 路线                   | 备注                   |
| 35 | 已于2023年11月2日停办  | 已于2023年11月2日停办  | 已于2023年11月2日停办  | 已于2023年11月2日停办  |
| 60 | 赵坡新村               | ⇆                      | 郑州东站               |                        |
| G78 | 森林湖公交站           | ⇆                      | 航海路中州大道         |                        |
| 89 | 南四环中州大道         | ⇆                      | 民主路北京华联         |                        |
| 93 | 已于2023年10月26日停办 | 已于2023年10月26日停办 | 已于2023年10月26日停办 | 已于2023年10月26日停办 |
| 985 | 华丰家居建材城         | ⇆                      | 商都路中州大道         | 原85路大站快车         |
| S218 | 金祥路公交站           | ⇆                      | 东四环郑尚线           | 原游51路               |
| Y5 | 郑州东站               | ⇆                      | 火车站北港湾           | 夜间服务               |
| Y12 | 经开第八大街公交站     | ⇆                      | 火车站北港湾           | 夜间服务               |